# Friedrich Weissheimer Malzfabrik

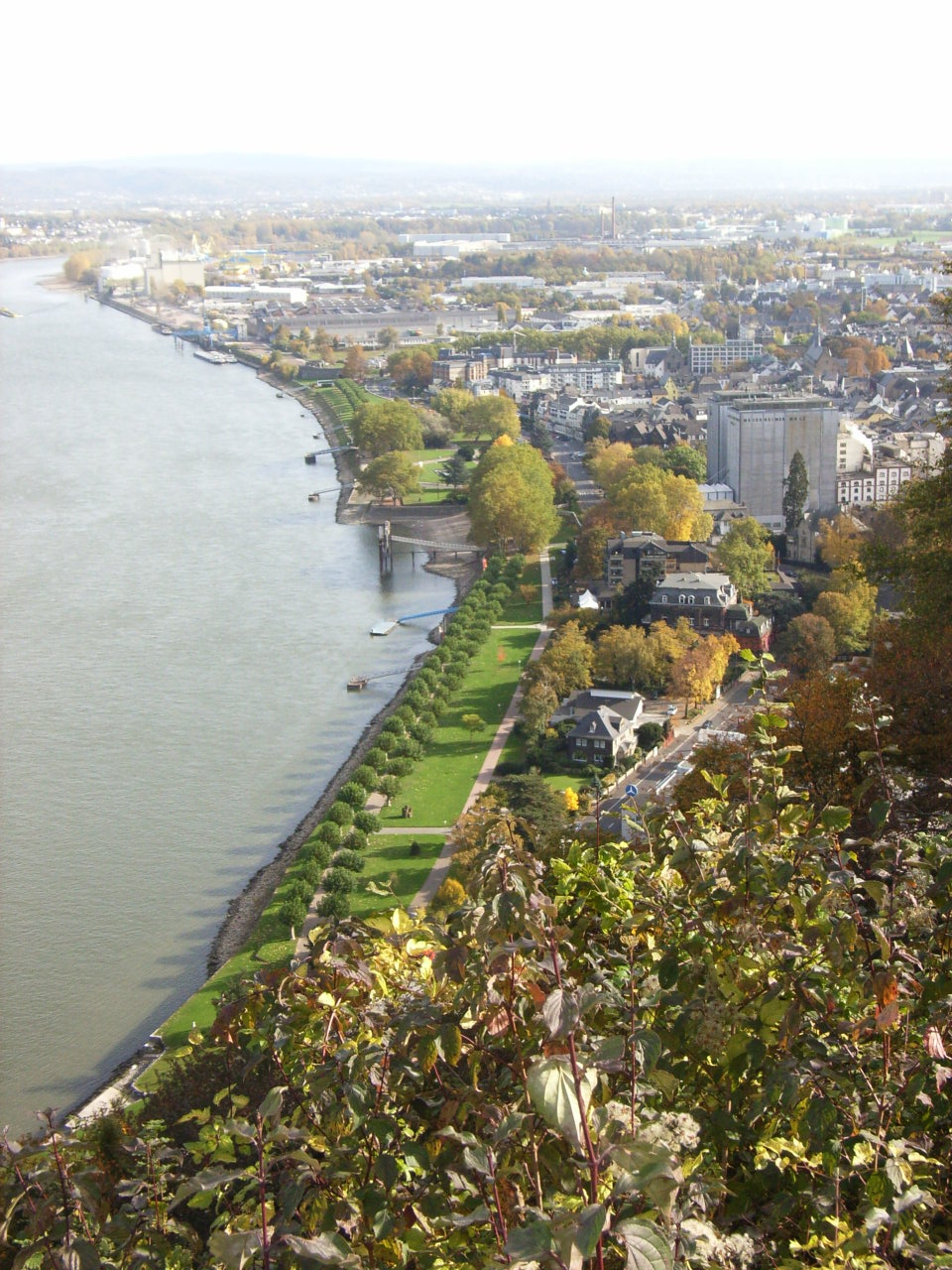
Blick auf Andernach vom Krahnenberg (Oktober 2005): der markante weiße Silo Weissheimers prägte bis 2008 das Stadtbild

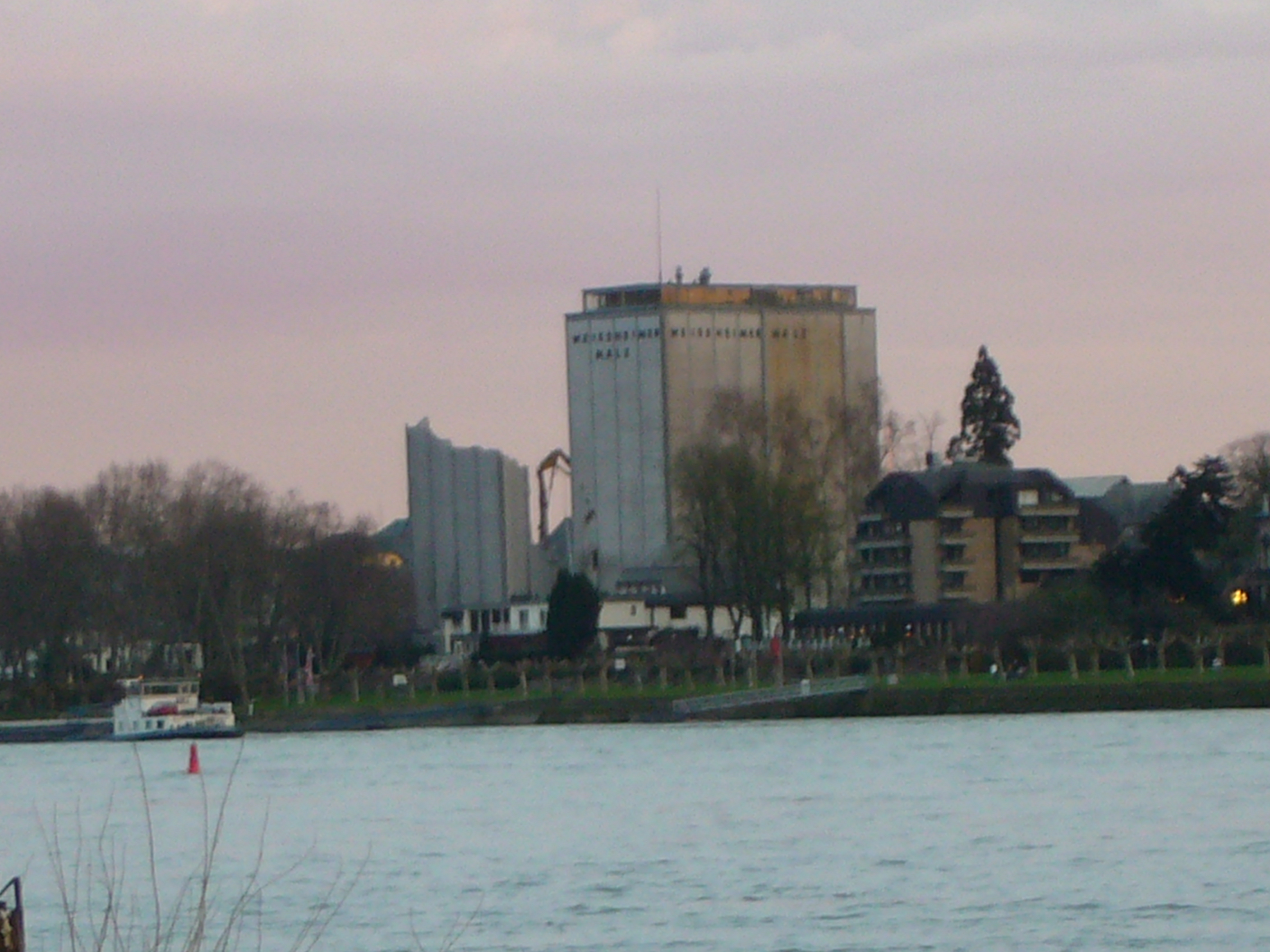
Abriss der Weissheimer-Silos in Andernach

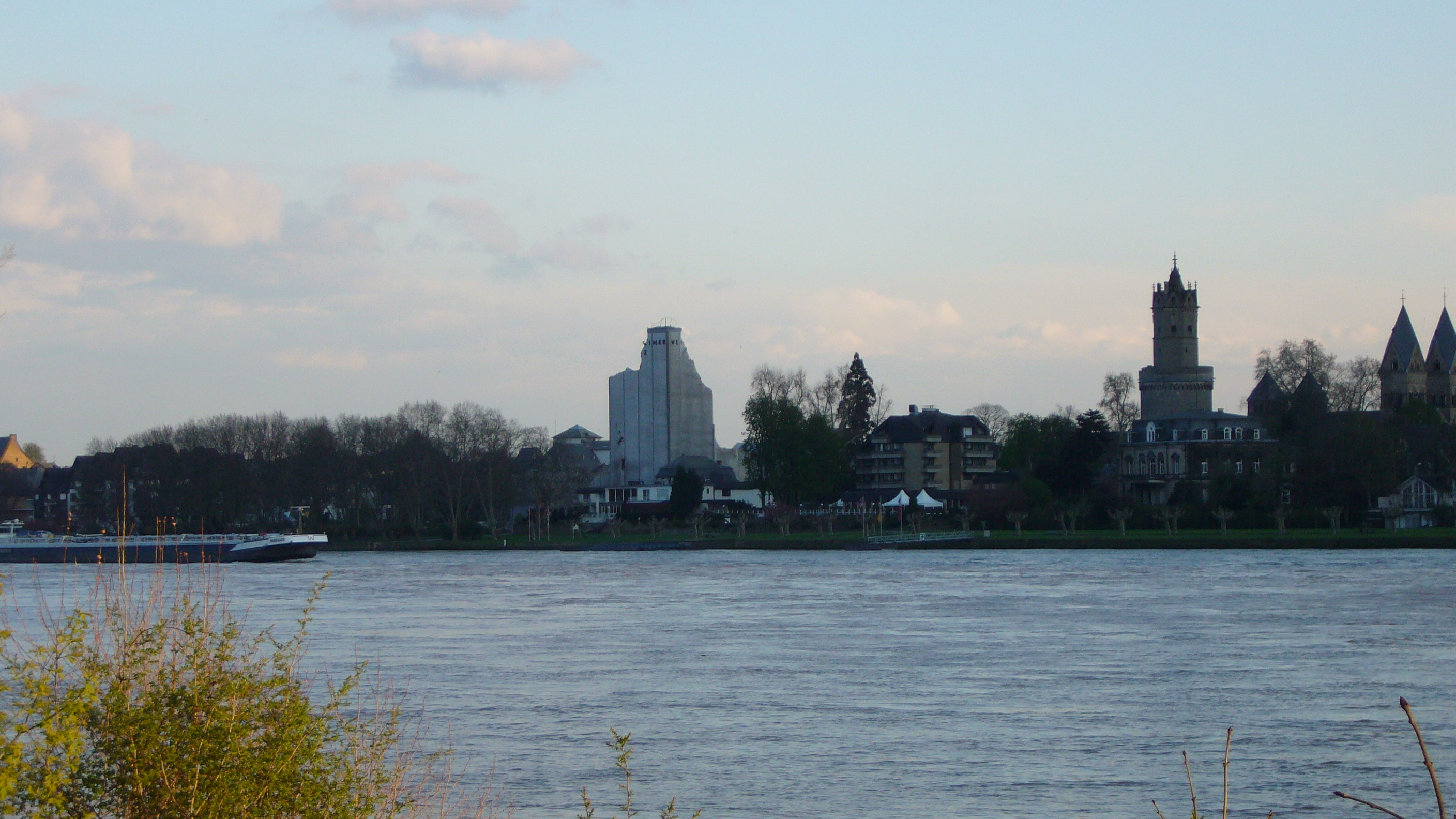
Abriss der Weissheimer-Silos in Andernach

Die Friedrich Weissheimer Malzfabrik KG war eine Mälzereigruppe mit Sitz in Andernach, die nach dem Zweiten Weltkrieg zeitweise zu einer der größten Mälzereigruppe Europas avancierte.

## Geschichte
Das Unternehmen wurde 1864 von dem aus Westhofen in Rheinhessen stammenden Friedrich Weissheimer (1815–1881) in Andernach gegründet und dort sieben Generationen lang als Familienunternehmen geführt, nach 1945 auch an anderen Standorten in Deutschland (Bremen (1982), Gelsenkirchen (1969), Großaitingen (1991), Heidenau (1991) und Frankfurt), Polen (Danzig (1997)) und Ungarn (Dunaújváros (1994)). Zum Jahresende 2006 verkauften die Eigentümer nach einer Insolvenz die wesentlichen Teile des Unternehmens an verschiedene europäische Malzunternehmen.
Weissheimer war die erste von bald 17 Mälzereien, die in der zweiten Hälfte des 19. Jahrhunderts in Andernach entstanden und Malz für die Herstellung von Bier und auch Whisky erzeugten. Andernach eignete sich als Standort durch die verkehrsgünstige Lage am Rhein und die Nähe zur damaligen Bierhochburg Mendig mit ihren bis zu 28 Brauereien.
Durch die Erfindung und Verbreitung des Linde-Verfahrens zur künstlichen Kälteerzeugung kurz vor der Jahrhundertwende waren die Bierbrauereien nicht mehr auf die naturkalten Keller der Osteifel angewiesen und zogen aus Mendig ab. Von Andernachs Mälzereien überlebte Weissheimer diese Umwälzung als eine von vier. Nach 1945 expandierte Weissheimer zeitweise zur größten Mälzereigruppe Deutschlands mit insgesamt acht Malzfabriken, darunter drei bei den Tochterunternehmen in Sachsen, Polen und Ungarn.
Die nach dem Ende des kalten Krieges stark wachsenden Märkte in Mittel- und Osteuropa bewegten das Unternehmen zur Gründung von Tochterfirmen in Ostdeutschland (Sachsenmalz in Dresden), Danzig in Polen (Baltic Malt) und Dunaújváros in Ungarn (Albadomu Maláta).
Nach einem Verfall des Malzpreises im neuen Jahrtausend musste das Unternehmen 2006 Insolvenz anmelden. Im Anschluss wurden die Fabriken und Tochterfirmen der Friedrich Weissheimer Malzfabrik KG an die französische Epis-centre, die französische Malteurop Gruppe sowie das mit russischem Kapital finanzierte Unternehmen Avangard Malz verkauft. Die ehemaligen Tochterunternehmen Maltaflor (organisch basierte Düngemittel), Maltagen (grüne Biotechnologie) und Maltamore (Spezialmalze für die Lebensmittel- und die Getränkeindustrie) in Andernach wurden teilweise weitergeführt bzw. verkauft.
Das in der Andernacher Altstadt gelegene Stammgelände des Unternehmens mit über 50 Meter hohen Silogebäuden und seinen mitten in der Rhein-Promenade gelegenen Verladeanlagen prägten über viele Jahrzehnte das Bild der Stadt. Nach dem Verkauf des Unternehmens erwarb die Stadt das Fabrikgelände und ließ die Silos 2008 abreißen. Nach dem Abriss begannen Ausgrabungen, bei denen der römische Stadtkern mit zahlreichen antiken Funden freigelegt wurde.